# Theodor Buhl
Theodor Buhl (* 1. Juni 1936 in Bunzlau in Niederschlesien; † 8. April 2016) war ein deutscher Schriftsteller.

## Leben
Theodor Buhl verbrachte seine Kindheit in Schlesien. Während des Zweiten Weltkriegs lebte die Familie ab 1940 in Lublinitz in Oberschlesien. Im Januar 1945 flüchteten sie vor der Roten Armee nach Plagwitz in Niederschlesien. Der Fluchtweg führte über Dresden, wo die Familie Buhl am 13. Februar 1945 den alliierten Luftangriff überstand, und dann zurück nach Altreichenau und Bunzlau im heutigen Polen. Erneut in Plagwitz, lebte Buhl mit seinen Eltern und Geschwistern ein Jahr lang unter sowjetisch-polnischer Verwaltung, bevor im Sommer 1946 die Vertreibung nach Westen erfolgte.
In Westdeutschland bzw. der Bundesrepublik war die Familie Buhl bis 1950 in sogenannten Flüchtlingslagern bei und in Bergisch Gladbach untergebracht. Ab 1950 studierte Theodor Buhl an der Kunstakademie in Düsseldorf und an der Universität Köln. Anschließend war er als Lehrer sowie in der Lehrerausbildung für Gymnasien tätig.
Nebenher arbeitete Buhl an literarischen Werken, daraus erwuchsen Kontakte zu Heinrich Böll und Peter Rühmkorf.
Theodor Buhl war verheiratet und lebte mit seiner Frau in Düsseldorf.

## Literarisches Werk

### Werk und Rezeption
Eine von Buhls frühen literarischen Arbeiten fand Aufnahme in die Kurzprosa-Anthologie Geschichten aus dem Literaturbüro, die 1986 im renommierten Düsseldorfer Verlag Eremiten-Presse in deren bibliophilen Reihe „Das andere Buch, Edition Düsseldorf“ erschien.

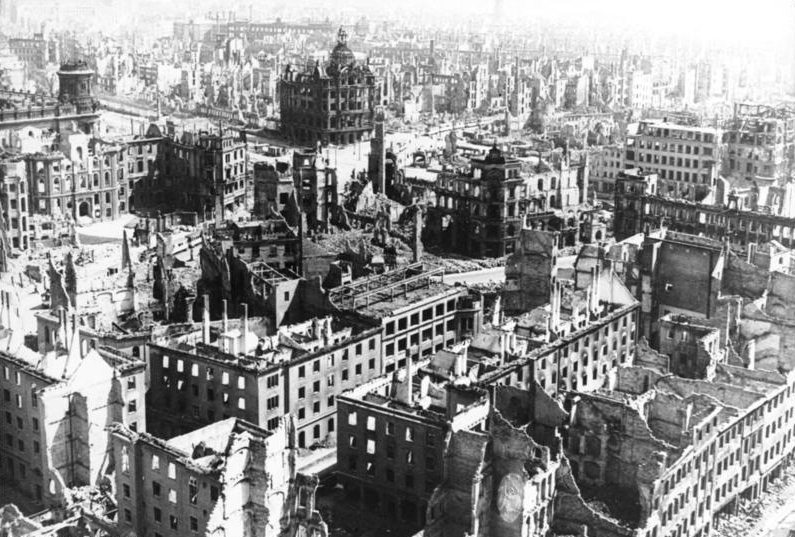
In seinem Roman Winnetou August verarbeitete Theodor Buhl auch die Zerstörung Dresdens durch die Luftangriffe im Februar 1945, die er als Kind selbst miterlebt hatte.

Buhls Romandebüt Winnetou August kam im August 2010 im Frankfurter Eichborn Verlag heraus. Die ersten Fassungen des stark autobiographischen Werkes lagen bereits Ende der 1980er-Jahre vor, seitdem wurde der Text mehrfach von Buhl bearbeitet. Sein erster Roman wurde von der Kritik positiv aufgenommen. So notierte zum Beispiel die Rezensentin Susanna Gilbert-Sättele in einer Vorschau auf den „Bücherherbst“ im Literaturmagazin Die Berliner Literaturkritik zu Buhls Debütwerk: „Die schlesische Familiengeschichte aus den letzten Kriegsjahren besticht durch sprachliche Genauigkeit – jenseits aller nostalgischen Verklärung und Heimattümelei.“
Andreas Heiman befand in seiner Rezension in einer der nachfolgenden Ausgaben der Berliner Literaturkritik, dass Buhls „später Versuch“, an „die brutalen Folgen von Flucht und Vertreibung“ zu erinnern, weder in Revanchismus noch in Kitsch abgeglitten sei. Buhl beschreibe auch schreckliche Szenen ohne Pathos, was selbst dann gelte, wenn die geschilderten Erlebnisse an die Grenze dessen gingen, was sich literarisch darstellen ließe. Heimans Rezension wurde von der dpa übernommen und erschien unter anderem im Magazin Focus und in mehreren Regionalzeitungen in ganz Deutschland.
In seiner Rezension im Tagesspiegel resümierte der Literaturwissenschaftler und Autor Jan Röhnert: „Theodor Buhls herausragendes Romandebüt ‚Winnetou August‘ ist wegen seiner erzählerischen Qualitäten weit mehr als ein wertvolles Kapitel der oral history.“ Der Roman, bei dem „man getrost von einem Lebensthema sprechen“ dürfe, schließe spät, dafür mit umso größerem Nachdruck eine Lücke in der deutschen Nachkriegsliteratur. Buhl sei, so befand Röhnert, zukünftig gemeinsam und noch vor ihnen mit Gert Loschütz, Reinhard Jirgl oder Marcel Beyer zu nennen.
„Ohne falsche Parteinahme führt Buhl dem Leser vor Augen, dass Vertreibung immer von unermesslichem menschlichen Leid und moralischer Verkommenheit begleitet wird“, so Simon Strauss in seiner Rezension auf sueddeutsche.de, dem Internetportal der Süddeutschen Zeitung. Buhl berichte von „humanitären Tiefpunkten“ und in ihrer Unmittelbarkeit seien diese Lektüreaugenblicke ebenso aufwühlend wie verstörend: „Man möchte aus der Leserhaltung heraus und in die Beschützerrolle hineinspringen.“

### Veröffentlichungen
- Winterkorn. Die Lebenserinnerungen der Jule Andersen. Kindler, Reinbek bei Hamburg 2012, ISBN 978-3-463-40637-4.
- Winnetou August. 1. Aufl., Eichborn Verlag, Frankfurt am Main 2010, ISBN 978-3-8218-6118-0 (Roman).
- Geschichten aus dem Literaturbüro. Kurze Prosa. Hrsg.: Klaus Ulrich Reinke, Eremiten-Presse, Düsseldorf 1986 (= Das andere Buch, Edition Düsseldorf), ISBN 3-87365-228-5 (mit: Irene Aalenfeld, Rudolf Burow, Liane Dirks, Mónica Lista, Norbert Scheuer).